# ジャン＝シャルル・アルファン

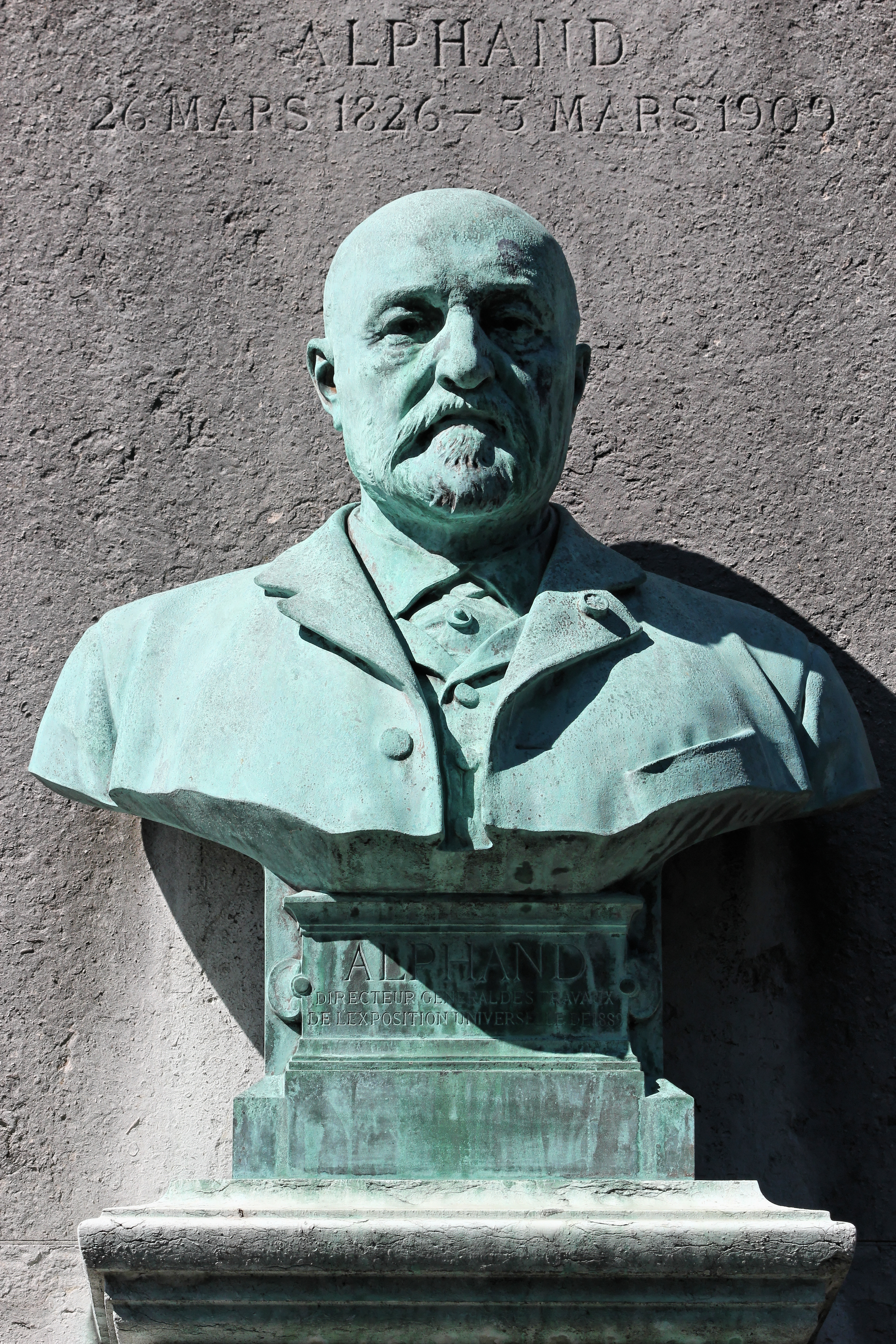
ジャン＝シャルル・アルファンの胸像（ペール・ラシェーズ墓地）

ジャン＝シャルル・アドルフ・アルファン（Jean-Charles Adolphe Alphand 1817年 - 1891年）は、フランスの土木技術者、造園家、都市建設者で、ジョルジュ・オスマン男爵の元でフランスの首都パリの都市改造業務、公園緑地系統・パークシステム構築を担当した人物。仏語版ではアドルフ・アルファン。
フランス・グルノーブル生まれ。グランゼコールのひとつ、フランス王立科学技術学校エコール・ポリテクニークを経て、構造技術学校エコール・デ・ポン・エ・ショッセで当時最先端の土木技術を修める。卒業後はジロンド県の県庁所在地ボルドーへ赴任、鉄道や道路網、運河などの都市交通諸施設の建設を担当する。このときにジロンド県の知事を務めていたのが、のちにセーヌ県知事となるオスマンで、上記の都市改造業務をゆだねられるアルファンは、1854年にセーヌ県に赴任したオスマンによって、パリに呼ばれたのである。
パリに赴任したアルファンは、まずはブローニュの森などの緑地関連業務を託され、その後も森林管理と公園緑地系統構築などを造園担当のジャン＝ピエール・バリエ＝デシャンや建築家のガブリエル・ダヴィウらと、緑地関連業務を一貫して手がけていく。その後オスマンや1870年にその後ろ盾のナポレオン3世が失脚したあとも、アルファン自身はパリでの仕事の対象はさらに広がり、道路や上下水道のネットワークシステムまでを含めた都市全体の再開発を進める責任者にまで抜擢され、業務を推進、エッフェル塔建設の際も建設の決定を下している。
またアルファンは、1867年から1873年自身が関わったパリの緑地に関する図版記録書として出版された「プロムナード・ド・パリ」など、報告書や著書を多く残しているため、当時の都市建設の全容がかなり詳しことまでが、わかっている。